# Chacal (bateau)
Pour les articles homonymes, voir Chacal (homonymie).
Le Chacal est un bâtiment-école de la classe Léopard de la Marine nationale française. Il sert à la formation à la conduite nautique des officiers et officiers-mariniers navigateurs de l'École navale, des écoles de la marine française, des administrations de l'État ou de marines étrangères. Son indicatif visuel est A 753. Il fait partie du dispositif d'action de l'État en mer et peut intervenir pour la lutte anti-pollution avec un équipement adapté.

## Construction
Le Chacal est le 6e d'une série de huit navires identiques construits de 1981 à 1983, portant tous, à part lui, des noms de fauves surnommant cette classe de bâtiments (classe Léopard) la "Ménagerie".

## Historique
Au cours des premières sorties de son sister-ship, le Léopard, en février 1982, deux défauts sont observés, le niveau de bruit est trop important à l'intérieur du bateau, à cause des moteurs et l’eau des soutes n’est pas consommable. Le Chacal profite de ce retour d'expérience avec l'installation de supports élastiques sous les moteurs, qui diminuent le niveau sonore.
Le navire est versé dans la 20e division des bâtiments-écoles, formée le 20 janvier 1983 avec le Léopard comme chef de division .
la 20e division est dissoute le 13 juillet 1993 et les huit bâtiments forment le groupe des bâtiments-écoles, dont le Léopard est le chef .
La commune d'Ouessant devient sa marraine le 29 mai 1986.
Le navire reçoit deux  mitrailleuses de 12,7 mm en remplacement de deux canons de 20 mm en 2002. 
Le Chacal et toute sa classe font l'objet d'une opération de rénovation entre 2011 et 2012, pour allonger leur durée de vie de 10 ans. Faute de budget, la marine nationale a adopté cette solution en coopération avec Piriou Naval Services. La refonte entre dans le cadre d'un contrat de maintien en condition opérationnelle sur une durée de 10 ans de la classe Léopard. L'opération porte sur le remplacement des moteurs par des modèles de marque Baudouin, des groupes électrogènes, du séparateur d'hydrocarbures, des réfrigérateurs, du radar de navigation et du gyrocompas. La peinture de la coque est refaite et les deux lignes d'arbres sont inspectées.